# Eutelsat 36B
O Eutelsat 36B (anteriormente chamado de Eutelsat W7) é um satélite de comunicação geoestacionário europeu construído pela Alcatel Alenia Space, ele está localizado na posição orbital de 36 graus de longitude leste e é operado pela Eutelsat, empresa com sede em Paris. O satélite foi baseado na plataforma Spacebus-4000C4 e sua expectativa de vida útil é de 15 anos.

## História
O satélite era originalmente denominado de Eutelsat W7. Ele é o substituto do satélite SESAT 1 que estava posicionado em 36° leste.
No dia 1 de março de 2012 a Eutelsat adotou uma nova designação para sua frota de satélites, todos os satélites do grupo assumiram o nome Eutelsat associada à sua posição orbital e uma letra que indica a ordem de chegada nessa posição, então o satélite Eutelsat W7 foi renomeado para Eutelsat 36B.
O lançamento era para ter sido feito originalmente pela Sea Launch. Porém a Sea Launch comunicou a Eutelsat que o lançamento não era possível dentro do período acordado, então, a Eutelsat decidiu optar pelo foguete Proton.

## Lançamento
O satélite foi lançado com sucesso ao espaço no dia 24 de novembro de 2009, às 14:19 UTC, por meio de um veículo Proton-M/Briz-M a partir do Cosmódromo de Baikonur, no Cazaquistão. 9 horas e 12 minutos depois, o estágio superior Briz-M colocou o satélite na órbita geoestacionária destinada, em 36 graus leste. Ele tinha uma massa de lançamento de 5.627 kg.

## Capacidade e cobertura
O Eutelsat 36B é equipado com 70 transponders em banda Ku para fornecer serviços de telecomunicações de vídeo digital para a Europa, África, Oriente Médio e Ásia Central.